# Єдліче-Б
Єдліче-Б (пол. Jedlicze B) — село в Польщі, у гміні Зґеж Зґерського повіту Лодзинського воєводства.
Населення — 260 осіб (2011).

## Демографія
Демографічна структура станом на 31 березня 2011 року:
|          | Загалом | Допрацездатний вік | Працездатний вік | Постпрацездатний вік |
| -------- | ------- | ------------------ | ---------------- | -------------------- |
| Чоловіки | 121     | 20                 | 88               | 13                   |
| Жінки    | 139     | 24                 | 77               | 38                   |
| Разом    | 260     | 44                 | 165              | 51                   |